# Salsitxa de Montbéliard
La salsitxa de Montbéliard és una salsitxa crua fumada amb indicació geogràfica protegida (IGP) elaborada al Franc Comtat.

## Història

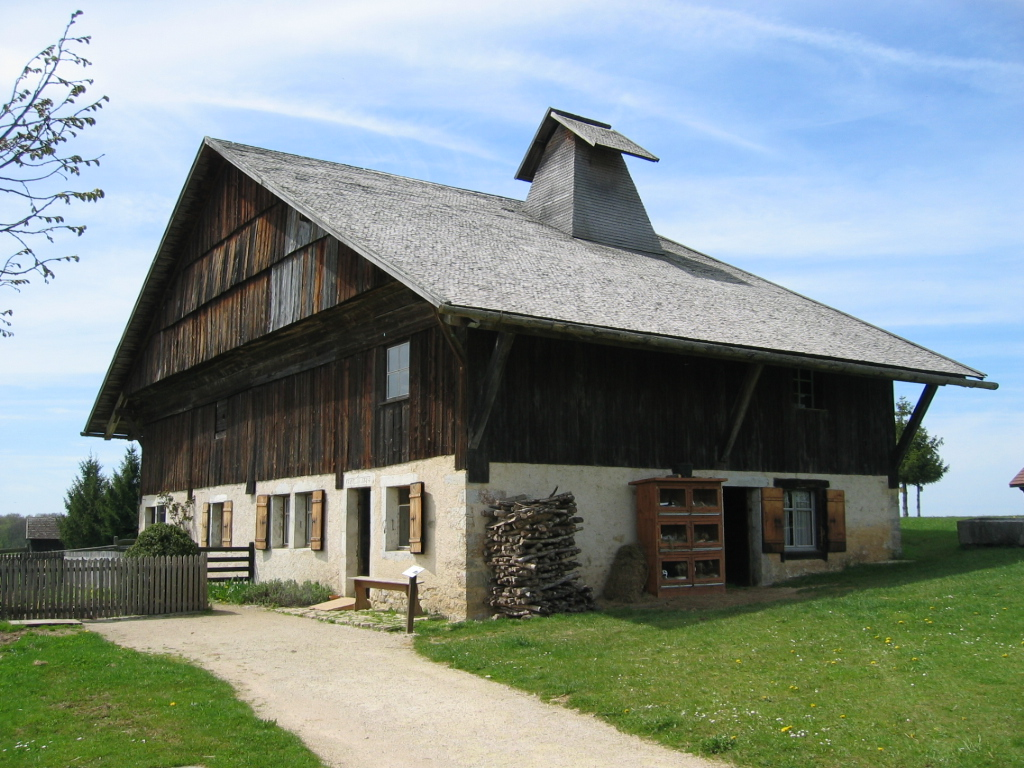
Masia tradicional de l'Haut-Doubs al Franc Comtat, amb el tuyé característic.

L'elaboració de la salsitxa de Montbéliard es remunta al segle I aC quan la tribu gal·la dels mandubis transmeté la tècnica sobre el procés de salaó als sèquans i als hedus. Els obradors de fumatge gal·loromans descoberts l'any 1949 i 1986 proven que els habitants de la regió dominaven des de l'antiguitat la tècnica del fumatge per afavorir la conservació dels aliments. Els romans apreciaren particularment les salsitxes de la regió, en les quals trobaren els elements que caracteritzen Montbéliard: carn de porc, comí de prat i fum de coníferes.
Des de l'edat mitjana s'organitzen a Montbéliard fires de salsitxes. Al segle XVI, els pagesos dels altiplans fumen les salsitxes als populars tuyés («xemeneies piramidals») de les masies del Franc-Comtat, i a partir del segle XIX comencen a exportar-les fora de la regió.
L'any 1977 es va crear la Confrérie des Compagnons du Boitchu (picadora per tallar carn) per a defensar i promocionar l'embotit de Montbéliard. L'any 1992, va obtenir l'etiqueta de productes regionals del Franc Comtat i va ser batejada com l'«autèntica salsitxa de Montbéliard».
L'any 2001, la indústria porcina va presentar un expedient de sol·licitud d'indicació geogràfica protegida. El 2004 es va crear l'Associació per a la Defensa i la Promoció dels Embotits i Embotits Franc Comtat IGP. El 2013 la salsitxa de Montbéliard va obtenir la certificació d'IGP.

## Producció
L'àrea de producció de la salsitxa de Montbéliard IGP comprèn els quatre departaments del Franc-Comtat: Doubs, Jura, Alt Saona i Territori de Belfort. Aquest territori correspon a l'establiment de tuyés i obradors de fumat tradicionals que són presents des de fa cinc-cents anys al Franc Comtat.
El Franc Comtat és una regió apta per a la cria de vaques que s'alimenten de l'herba verda de les pastures i produeixen una llet de qualitat que permet elaborar formatges coneguts internacionalment: Comté, Morbier o Vacherin Mont-d'Or. El sèrum de llet resultant de la producció s'utilitza per alimentar els porcs. Aquesta tradició d'engreix, favorable tant a la indústria làctia com a la porcina, és una particularitat del Franc Comtat.
La salsitxa de Montbéliard és elaborada pels carnissers-xarcuters segons una recepta ancestral inalterada, farcint una tripa de porc natural amb carn de porc magra i grassa (trinxada abans amb un boitchu), comí de prat, sal, pebre i, segons el fabricant, espècies i herbes naturals. No conté cap aroma ni colorant sintètic. Es fuma lentament en fred sobre fusta tova d'avet durant 6 hores fins a un màxim de 5 dies.
La salsitxa de Montbéliard es caracteritza par la seva forma esvelta i lleugerament corba. D'un diàmetre mínim de 25 mm, és ferma al tacte, amb un bonic color ambre. Cuita, presenta un aspecte homogeni. En boca és flonja i flexible, revelant aromes delicats de fum i d'espècies. Es recomana submergir-la en una olla amb aigua freda i deixar-la coure a foc lent entre 20 i 25 minuts en aigua bullint. Rica en proteïnes, amb menys de 30 % de lípids, la salsitxa de Montbéliard és deliciosa calenta o freda.
L'Association de défense et promotion des charcuteries et salaisons IGP de Franche-Comté aplega i federa tots els actors del sector, des de la cria fins a la transformació: ramaders, escorxadors-talladors i artesans. La seva funció és preservar els productes sota el signe de qualitat, contribuir a la seva visibilitat i defensar els interessos del sector. L'any 2015, hi havia 26 fabricants artesanals i industrials per a una producció anual de 4.645 tones de salsitxes de Montbéliard.